# Војислав Богићевић
Војислав Богићевић (Прњавор, 17. април 1896 — Сарајево, 31. децембар 1981) био је српски историчар.

## Биографија
Још као гимназијалац пришао је национално-револуционарној организацији Млада Босна и био њен одани члан. Након окончања рата и изласка из затвора завршио је учитељску школу а затим Филозофски факултет у Београду. Између два рата најдуже се задржао на дужности управника ђачког дома у Тузли. Био је и члан главног одбора Просвјете и њен велики активиста. Неуморно је радио на ширењу књиге у народу преко Просвјетиних библиотека и разним конкретним акцијама за описмењавање становништва. Као резервни официр Југословенске војске и као Србин био је заробљен и интерниран у логор у Немачку. Због илегалног рада у официрском логору премештен је у концентрациони логор из кога се вратио после ослобођења земље.
Неко време радио је као професор средњих школа у Тузли, а затим је премештен у Сарајево где ради као предавач на Вишој педагошкој школи. Краће време био је директор Музеја града Сарајева а затим дуже време управник Архива Народне републике Босне и Херцеговине. Управо на положају управника архива дошле су до изражаја његове велике истраживачке и стваралачке способности. Претежно се бавио историјом Босне и Херцеговине у XIX и XX веку. Посебно привлачна тема био му је Сарајевски атентат и период окупационе власти Аустроугарске у Босни и Херцеговини.

## Важнији радови
- Како је у Босни укинута работа и уведена трећина 1848. године, 1950.
- Стање раје у Босни и Херцеговини пред устанак 1875 — 1878, 1950.
- Почетак устанка Луке Вукаловића (1852 — 1853), 1952.
- Атентат Богдана Жерајића 1910, 1954.
- Сарајевски атентат - Стенограм Главне расправе против Гаврила принципа и другова, 1954.
- Афера Барут мирише 1908, 1966.